# حضانة هانامارو
حضانة هانامارو (باليابانية: はなまる幼稚園، بالروماجي: Hanamaru Yōchien) (بالإنجليزية: Hanamaru Kindergarten)‏ هي سلسلة مانغا يابانية من تأليف ورسم يوتو، نشرت من قبل سكوير إنكس في مجلة يونغ غانغان في سبتمبر عام 2006 حتى أكتوبر عام 2011، وتم تجميع الفصول في 11 مجلد تانكوبون نشرت في 25 أبريل 2007. أنتجت إلى مسلسل أنمي تلفزيوني من قبل استوديو غايناكس، عرض الأنمي في 10 يناير عام 2010 واستمر عرضه حتى 28 مارس عام 2010، على تلفزيون طوكيو، وتكون من 12 حلقة.

## القصة
تدور أحدث القصة عن أنزو، هي فتاة في حضانة الأطفال، تحب معلمتها وتحاول كسب حبها.

## الشخصيات

### المعلمات
نوزومي تسوتشيدا (باليابانية: 土田 直純، بالروماجي: Tsuchida Naozumi)
مؤدية الصوت: ساتوشي هينو
ناناكو ياماموتو (باليابانية: 山本 菜々子، بالروماجي: Yamamoto Nanako)
مؤدية الصوت: إيرينو هازوكي
روزي كوسانو (باليابانية: 草野 蕗央瀬، بالروماجي: Kusano Rōze)
مؤدية الصوت: كاورو ميزوهارا
كاواشيرو (باليابانية: 川代، بالروماجي: Kawashiro)
مؤدية الصوت: ناومي واكاباياشي
كاكوغاوا (باليابانية: 水主川، بالروماجي: Kakogawa)
مؤدية الصوت: أريسا أوغاساوارا
نيشيكازي (باليابانية: 西風، بالروماجي: Nishikaze)
مؤدية الصوت: أيومي تسونيماتسو

### أطفال الحضانة
أنزو (باليابانية: 杏، بالروماجي: Anzu)
مؤدية الصوت: كي شيندو
كومي (باليابانية: 小梅، بالروماجي: Koume)
مؤدية الصوت: ماكو
هيراغي (باليابانية: 柊، بالروماجي: Hiiragi)
مؤدية الصوت: أياهي تاكاغاكي
يو كوباياكاوا (باليابانية: 小早川 優، بالروماجي: Kobayakawa Yū)
مؤدية الصوت: هيرومي إغاراشي
كينجي (باليابانية: けんじ، بالروماجي: Kenji)
مؤدية الصوت: مانامي نوماكورا
هيناغيكو (باليابانية: 雛菊، بالروماجي: Hinagiku)
مؤدية الصوت: ماريا إيسي
آوي (باليابانية: 葵، بالروماجي: Aoi)
مؤدية الصوت: هيرومي إغاراشي

### شخصيات أخرى
ساكورا (باليابانية: 桜، بالروماجي: Sakura)
مؤدية الصوت: يوكو هونا
ساتسوكي تسوتشيدا (باليابانية: 土田 さつき، بالروماجي: Tsuchida Satsuki)
مؤدية الصوت: شيون هيروتا
مايومي ياماموتو (باليابانية: 山本 真弓، بالروماجي: Yamamoto Mayumi)
مؤدية الصوت: تشيوا سايتو
هانامارو (باليابانية: 花丸، بالروماجي: Hanamaru)
مؤدي الصوت: كوجي يوسا

## وصلات خارجية
- موقع المانغا الرسمي عند سكوير إنكس باللغة اليابانية
- حضانة هانامارو على StarChild [الإنجليزية] باللغة اليابانية
- حضانة هانامارو على تلفزيون طوكيو باللغة اليابانية
- حضانة هانامارو على غايناكس باللغة اليابانية
- حضانة هانامارو على موقع ANN manga (الإنجليزية)